# Rösing farkasfalka
A Rösing-farkasfalka a Kriegsmarine tengeralattjárókból álló második világháborús támadóegysége volt, amely összehangoltan tevékenykedett 1940. június 12. és 1940. június 15. között az Atlanti-óceán északi részén, a Spanyolországtól észak-északnyugatra eső vizeken. A farkasfalka az egyik búvárhajó parancsnokáról, Hans-Rudolf Rösingről kapta a nevét. Az öt tengeralattjáró négy hajót süllyesztett el, ezek összesített vízkiszorítása 18 071 brt volt. A tengeralattjárók nem szenvedtek veszteséget.

## A farkasfalka tengeralattjárói
| A hajó száma | Parancsnoka        | Részvétel kezdete | Részvétel vége   |
| ------------ | ------------------ | ----------------- | ---------------- |
| U–29         | Otto Schuhart      | 1940. június 12.  | 1940. június 15. |
| U–43         | Wilhelm Ambrosius  | 1940. június 12.  | 1940. június 15. |
| U–46         | Engelbert Endrass  | 1940. június 15.  | 1940. június 15. |
| U–48         | Hans-Rudolf Rösing | 1940. június 12.  | 1940. június 15. |
| U–38         | Fritz Frauenheim   | 1940. június 12.  | 1940. június 15. |

## Elsüllyesztett hajók
| Dátum            | A búvárhajó száma | A hajó neve        | Nemzetisége        | Vízkiszorítása | Konvoj |
| ---------------- | ----------------- | ------------------ | ------------------ | -------------- | ------ |
| 1940. június 12. | U–46              | Barbara Marie      | Egyesült Királyság | 4223           | SL–34  |
| 1940. június 12. | U–101             | Earlspark          | Egyesült Királyság | 5250           |        |
| 1940. június 12. | U–46              | Willowbank         | Egyesült Királyság | 5041           | SL–34  |
| 1940. június 14. | U–101             | Antonis Georgandis | Görögország        | 3557           |        |